# ケイト・ツイ
ケイト・ツイ（徐子珊、1979年6月19日 - ）は香港の女優。

## 略歴
カリフォルニア大学デービス校卒。日本語専攻。スペイン語とマーケティングをマイーナとして勉強した。卒業後香港に戻った。翻訳などの仕事をした。
2003年初めて舞台劇[細風]に出演。
2004年のミス香港に選ばれ、チャンピオンとして正式的なデビューした。TVBに所属。多数のテレビドラマに出演。

2007年に、映画「天使の眼、野獣の街」で上海国際映画祭を出席。また香港電影金像奨の最優秀新人賞を受賞。
2009年恆藝アジアレコード会社を契約した、9月にミニアルバムKiss Me Kateを発表。

## 出演

### テレビ作品
「女人唔易做」ほか多数の出演作があるが、日本未公開。

### 映画
- 『天使の眼、野獣の街』（原題：跟蹤 Eye In The Sky）（2007年）
- （合約情人 Contract Lover）（2007年）　※日本未公開
- （大搜查之女 Lady Cop & Papa Crook）（2009年）　※日本未公開
- （金錢帝國 I Corrupt All Cops）（2009年）　※日本未公開
- 『それでも恋する楽観男子』（矮仔多情 Short of Love）（2010年）　※CS放送のみ
- 『処刑剣 14BLADES』（原題：錦衣衛 14 Blades）（2010年）
- （72家租客 72 Tenants of Prosperity）（2010年）　※日本未公開
- （抱抱俏佳人 Perfect Wedding）（2010年）　※日本未公開
- （我愛HK開心萬歲 I Love Hong Kong）（2011年）　※日本未公開
- （Laughing Gor之潛罪犯 Turning Point 2）（2011年）　※日本未公開

### ミュージックビデオ
- 空中飛人（李克勤）（2004年）
- 長情（黎明）（2005年）
- 愛回家（古巨基）（2007年）
- 猜心術（徐子珊）（2009年）
- Hit Me（徐子珊）（2009年）
- 血拼（徐子珊）（2009年）
- 我等你（謝天華、徐子珊）（2011年）

## ディスコグラフィー
- Kiss Me Kate（2009年）

## 参考
- ケイト・ツイ - allcinema
- 香港影庫 HKMDB 徐子珊
- zh:徐子珊